# Alicia Katherine Alva
Alicia Katherine Alva Mantari (Lima, 1977) es una matemática peruana con especialización en informática biomédica y procesamiento de imágenes médicas. Ha liderado proyectos de telediagnóstico para enfermedades como la tuberculosis y el melanoma. Además, ha desarrollado software de reconocimiento de patrones para el diagnóstico de diversas enfermedades. También ha dirigido estudios financiados sobre el COVID-19 y la contaminación por metales pesados.

## Biografía

### Primeros años y educación
Alicia Alva estudió en el colegio Alcides Spelucín Vega en el Callao. Cursó estudios universitarios de Matemática Pura en la Universidad Nacional de Ingeniería (UNI), donde formó una base sólida en pensamiento analítico y métodos computacionales.
Durante su maestría, colaboró con el doctor Mirko Zimic en el desarrollo de un algoritmo para la detección de tuberculosis. Su participación en este proyecto despertó su interés por la programación, lo que la llevó a integrarse formalmente al laboratorio de biología molecular de la Universidad Peruana Cayetano Heredia (UPCH). 
Se especializó en informática de la salud y obtuvo una maestría en informática biomédica en la UPCH . Este programa se realizó en colaboración con la Universidad de Washington.

### Carrera
Entre 2015 y 2016, la investigadora participó en el proyecto MElaap de la UPCH destinado al desarrollo de una aplicación móvil con un algoritmo de reconocimiento de patrones, que permite diagnosticar automáticamente casos de melanoma a partir de fotos de lesiones sospechosas en la piel. El proyecto tuvo como objetivo ampliar las campañas dermatológicas preventivas a nivel nacional, ofreciendo diagnósticos confiables.
En 2017, se incorpora a la Universidad de Ciencias y Humanidades (UCH) como investigadora, lugar en donde ejerce a la actualidad. En el 2020, fue una de las ganadoras de los fondos concursables de Concytec con su proyecto SAMAYCOV, un dispositivo portátil diseñado para evaluar el riesgo de neumonía en pacientes con sospecha de COVID-19 mediante la detección de sonidos. Este dispositivo convierte los sonidos en señales eléctricas, procesadas por un programa en Python. Debido a su bajo costo y facilidad de uso, el dispositivo ha sido propuesto para su implementación en zonas con escasa asistencia médica.
En 2022, desarrolló un software automatizado para el diagnóstico de la vaginosis bacteriana (VB), como parte de su tesis de maestría en la UPCH, en colaboración con la Universidad de Washington. El objetivo principal del proyecto fue mejorar la precisión y la accesibilidad del diagnóstico de la VB utilizando algoritmos de reconocimiento de patrones para analizar imágenes microscópicas de frotis vaginales.
En 2024, participó en la creación de Yanadevn, un sistema de diagnóstico precoz del dengue desarrollado por investigadores de la Universidad de Ciencias y Humanidades, en colaboración con la UPCH y hospitales regionales.Yanadevn es un dispositivo portátil basado en tecnología Crispr/Cas13 que permite identificar la presencia del ARN del dengue en la sangre. A diferencia de técnicas como la PCR (reacción en cadena de la polimerasa), este método busca reducir costos y mejorar el acceso al diagnóstico.
Ese mismo año, lideró el desarrollo de Qhawawa, una plataforma asincrónica para evaluar la presencia de metales pesados en niños y mujeres en edad fértil. Esta herramienta incluye un dispositivo electroquímico de bajo costo y una aplicación móvil que permite detectar plomo, arsénico, cadmio, mercurio y molibdeno mediante un análisis con gotas de sangre.

## Investigación y publicaciones
En 2014, fue coautora del estudio Implementación de un sistema de telediagnóstico para tuberculosis y determinación de multirresistencia a fármacos basado en el método MODS en Trujillo, Perú. El estudio se centró en desarrollar un sistema de diagnóstico remoto para tuberculosis y multirresistencia a fármacos (MDR) utilizando el método MODS. Optimizó un algoritmo de reconocimiento de imágenes para detectar Mycobacterium tuberculosis en imágenes de cultivo digital MODS del laboratorio CENEX-Trujillo.
También participó en el desarrollo de algoritmos matemáticos para el reconocimiento automático de parásitos intestinales en imágenes microscópicas de frotis fecales. El estudio implementó un algoritmo de procesamiento de imágenes en Scilab, capaz de identificar Taenia sp., Trichuris trichiura, Diphyllobothrium latum y Fasciola hepatica.
En 2021, contribuyó en la implementación de un sistema de procesamiento de imágenes por termografía para medir la temperatura corporal y detectar posibles casos de COVID-19 con mayor precisión que los termómetros infrarrojos convencionales.

## Premios y reconocimientos
- Ganadora del II Concurso Nacional Innotec 2010, por el desarrollo de un sistema de telediagnóstico de tuberculosis multirresistente (TB-MDR), capaz de proporcionar resultados en menos de 15 segundos.[14]
- Ganadora del concurso “Proyectos Especiales: Respuesta COVID-19” 2020 de Concytec por el proyecto SAMAYCOV, un dispositivo diseñado para evaluar el riesgo de COVID-19 relacionado con el daño pulmonar.[15]
- Reconocimiento otorgado por la Asociación Iberoamericana de Telesalud y Telemedicina como Asociado Titular 2021, por su labor en promover y coordinar programas en telesalud y telemedicina.[16]
- Reconocimiento otorgado por el Instituto Nacional de Salud del Niño de San Borja por su apoyo en la promoción para la donación voluntaria de sangre y plaquetas por medio de una aplicación denominada YAWARapp.[17]